# Diletta Innocenti Fagni
Diletta Innocenti Fagni (Firenze, 3 marzo 1988) è un'attrice e pittrice italiana.

## Biografia
Nata a Firenze, si trasferisce a Roma dopo aver partecipato a Miss Italia 2012, vincendo la fascia nazionale di Miss Ragazza in Gambissima, per inseguire la passione della recitazione. 
Laureatasi all'Università degli Studi di Roma "La Sapienza", studia al corso diretto da Gisella Burinato e al Centro Sperimentale di Cinematografia a Roma, per poi continuare a frequentare altri laboratori di recitazione tra cui quello di Alessandro Prete e Doris Von Thury.
Esordisce in televisione nel 2015 con due serie: Provaci ancora prof! e Alex & Co., per poi partecipare ad altri progetti sia cinematografici che televisivi tra cui E noi come stronzi rimanemmo a guardare, per la regia di Pif e presentato alla Festa del Cinema di Roma nel 2021, Che Dio ci aiuti, Il paradiso delle signore, L'allieva e Doc - Nelle tue mani.
Appare nel videoclip Fammi respirare dai tuoi occhi di Noemi e Una canzone che non so di Gazzelle con Eduardo Valdarnini.
Parallelamente all'attività di attrice, lavora come pittrice: le sue opere, che si concentrano principalmente sulla celebrazione dei sentimenti e della figura femminile, sono state esposte in diversi paesi del mondo, come Brasile (2021, Arte na Quarentena, Mostra Museu - San Paolo), Stati Uniti (2020, Create because we care, Big Screen Plaza - New York), Turchia (2020, International Plastic Arts and Mixed Media, Osmaniye Korkut Ata University - Osmaniye) e poi in città come Boston, Ginevra, Parigi e Londra.

## Filmografia

### Cinema
- Un Natale stupefacente, regia di Volfango De Biasi (2014)
- Un nuovo giorno, regia Stefano Calvagna (2015)
- Mario Pirani, regia di Gianni Amelio e Cecilia Pagliarani – documentario (2016)
- E noi come stronzi rimanemmo a guardare, regia di Pierfrancesco Diliberto (2021)

### Televisione
- Provaci ancora prof! – serie TV, episodio 6x07 (2015)
- Alex & Co. – serie TV, episodi 2x01-2x02 (2015)
- Che Dio ci aiuti – serie TV, episodio 4x04 (2016)
- Il paradiso delle signore – serie TV, episodi 2x01-2x02 (2017)
- L'allieva – serie TV, episodio 2x12 (2018)
- Un posto al sole – serial TV, 1 puntata (2019)
- Doc - Nelle tue mani – serie TV, episodio 3x06 (2023)

## Videoclip
- Fammi respirare dai tuoi occhi, Noemi
- Una canzone che non so, Gazzelle

## Mostre artistiche
- Gradara Contemporanea / Palazzo Rubini Vesin - Gradara, Italia (2023)
- La voce del Corpo / On Art Gallery - Firenze, Italia (2021)
- Arte na Quarentena / Mostra Museu - San Paolo, Brasile (2020)
- Create because we care / Big Screen Plaza - New York, Stati Uniti (2020)
- International Plastic Arts and Mixed Media / Osmaniye Korkut Ata University - Osmaniye, Turchia (2020)
- Social Distancing / Piano Craft Gallery - Boston, Stati Uniti (2020)
- L'Art au temps du coronavirus / Ecomusée Voltaire - Ginevra, Svizzera (2020)
- Quarantine / The Curators - Parigi, Francia (2020)
- Togetherness / The Brick Lane Gallery London - Londra, Regno Unito (2020)